# Торбан
Торба́н — украинский народный струнный щипковый музыкальный инструмент (30—40 струн), из семейства лютневых, родственен теорбе и бандуре, от которой отличается наличием навязных ладов.

## Описание
Внешне торбан очень напоминает немецкую теорбу и ангелику, но имеет большее количество струн, как у бандуры, которые помещаются на корпусе. Чтобы добыть звук определённой величины, торбанист и прижимает укорачиваемые струны к грифу, и выборочно добывает звуки щипком на неукорачиваемых струнах.

## История

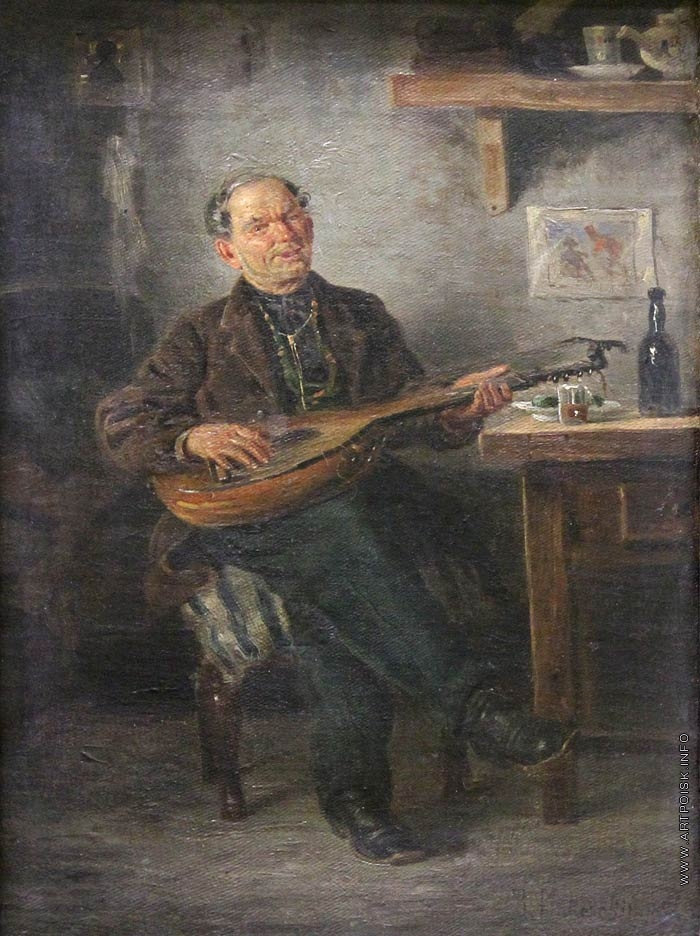
«Торбанист» («Бобыль»). Картина Владимира Маковского

Торбан был распространён с первой половины XVIII до начала XX века в Польше, на Украине, а позже — в России. Торбан был изобретен польским монахом-паулином из Ясной Горы Тулигловским, но получил распространение главным образом на Украине.
Торбан был дорог в изготовлении, требовал сложных приёмов игры, и был доступным лишь для аристократических салонов, казацкой старшины, хотя большинство исполнителей-торбанистов были «низкого» происхождения. Возможно, это было главной причиной того, что этот инструмент, который часто называли «панской бандурой», в начале XX столетия был удален из обихода как недостаточно пролетарский.